# Shout It Out (Hanson)
Shout It Out è il quinto album in studio del gruppo musicale statunitense Hanson, pubblicato l'8 giugno 2010.

## Tracce
1. Waiting for This – 3:17
2. Thinking 'bout Somethin – 3:45
3. Kiss Me When You Come Home – 3:38
4. Carry You There – 4:33
5. Give a Little – 3:45
6. Make It Out Alive – 4:35
7. And I Waited – 4:01
8. Use Me Up – 4:04
9. These Walls – 3:58
10. Musical Ride – 3:48
11. Voice in the Chorus – 4:39
12. Me Myself and I – 5:30

## Formazione
- Taylor Hanson - voce, piano, tastiere
- Isaac Hanson - voce, chitarre, basso
- Zac Hanson - voce, batteria, percussioni